# Дзвиняча
Дзвиня́ча — село в Україні, у Вишнівецькій селищній громаді Кременецького району Тернопільської області. 
До 2019 року — адміністративний центр Дзвинячанської сільради. До села приєднано хутори Бистрецькі, Бойки, Вегері, Гаврихи, Горб, Котлявини, Лісовики, Семени. Розташоване на півдні району.
Населення — 1004 особи (2003).

## Географія
У селі бере початок річка Самець, права притока Ікви.

## Історія
Перша писемна згадка — 1583 як власність Вишневецьких, згодом — Мнішеків та Абамелек.
Діяли товариства «Просвіта», «Союз українок» та інші українські товариства.
На 1936 рік село включено до ґміни  Вишневець Кременецького повіту.
12 червня 2020 року, відповідно до Розпорядження Кабінету Міністрів України від  № 724-р «Про визначення адміністративних центрів та затвердження територій територіальних громад Тернопільської області», село увійшло до складу Вишнівецької селищної громади.
19 липня 2020 року, в результаті адміністративно-територіальної реформи та ліквідації Збаразького району, село увійшло до складу новоутвореного Кременецького району.

## Пам'ятки

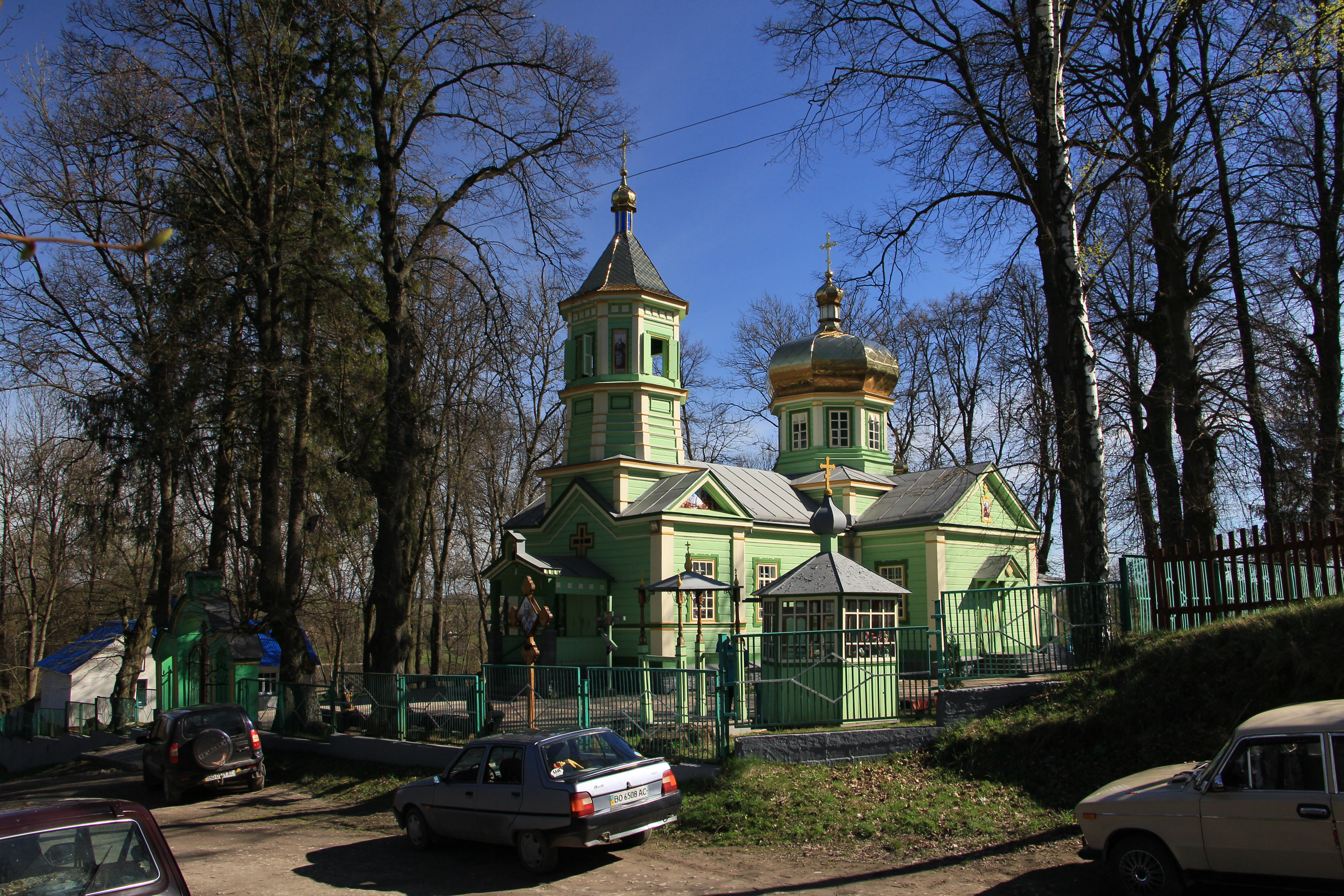
Дерев'яна церква

Біля села розташована пам'ятка природи — Яр Жаб'як. Є церква Воздвиження Чесного Хреста (1888), каплиця.

## Пам'ятники
Споруджено пам'ятник воїнам-односельцям, полеглим у німецько-радянській війні (1965; скульптор Р. Яремчук).

## Соціальна сфера
Діють загальноосвітня школа І-ІІ ступеня, клуб, бібліотека, ФАП.

## Відомі люди

### Народилися
- Іван Гнатюк - український поет,прозаїк, перекладач
- видавець, редактор, громадський діяч С. Кравець.

У місцевій школі навчався прозаїк Б. Харчук.
За переказами старожилів, у Дзвинячі 1846 побував Тарас Шевченко, їдучи з Вишнівця до Почаєва.

## Галерея

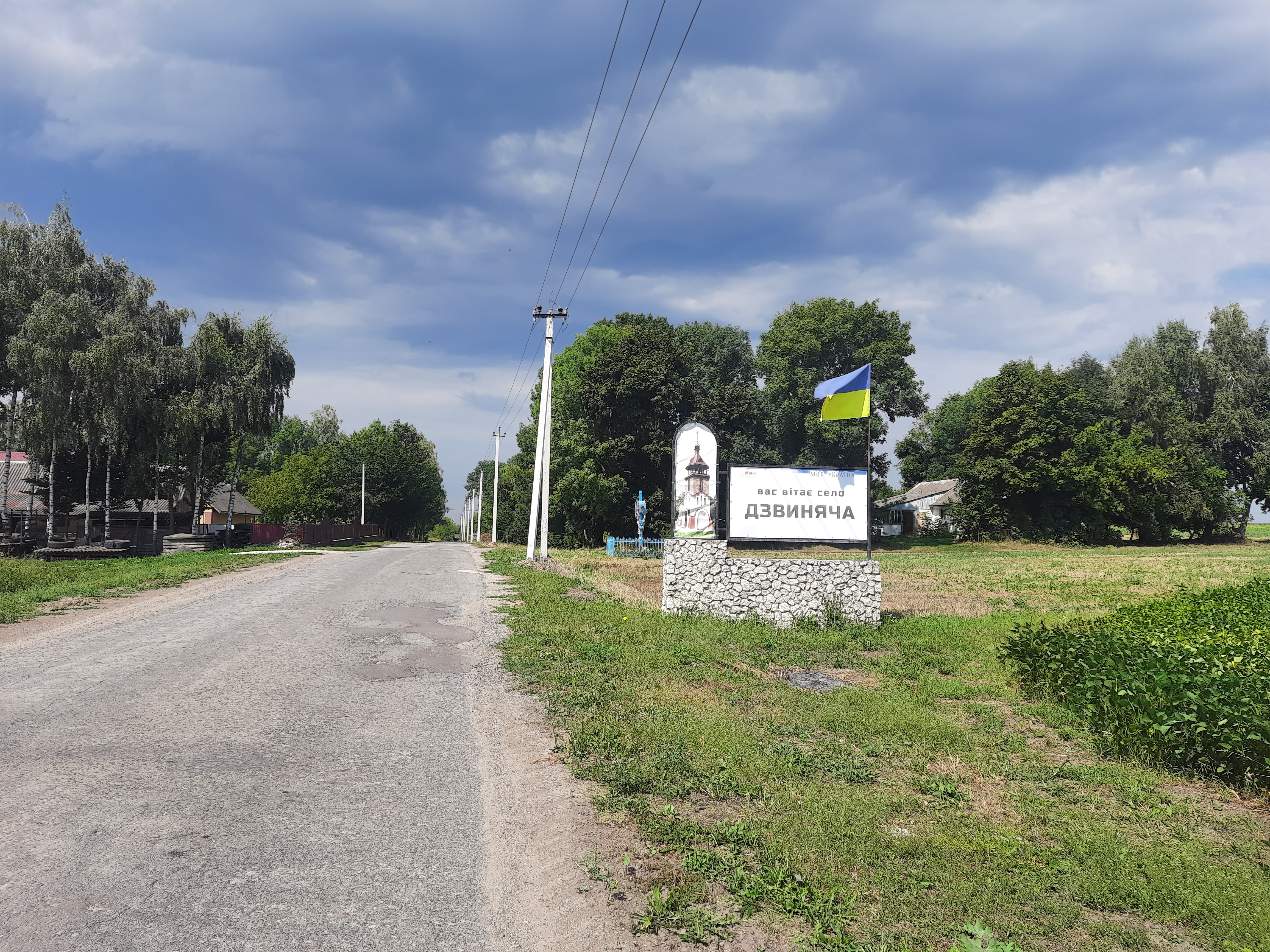
В'їзд у село
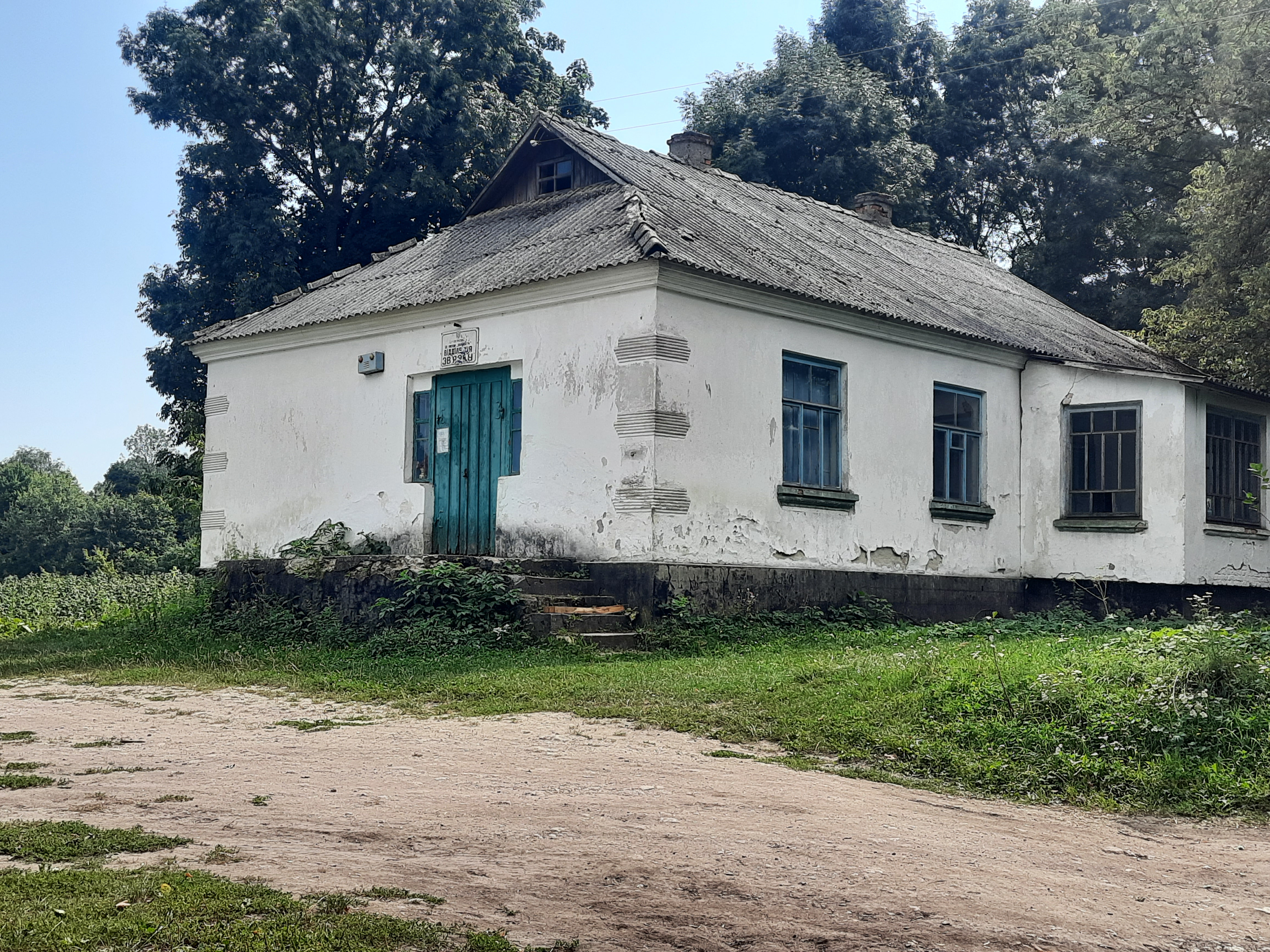
Відділення зв'язку
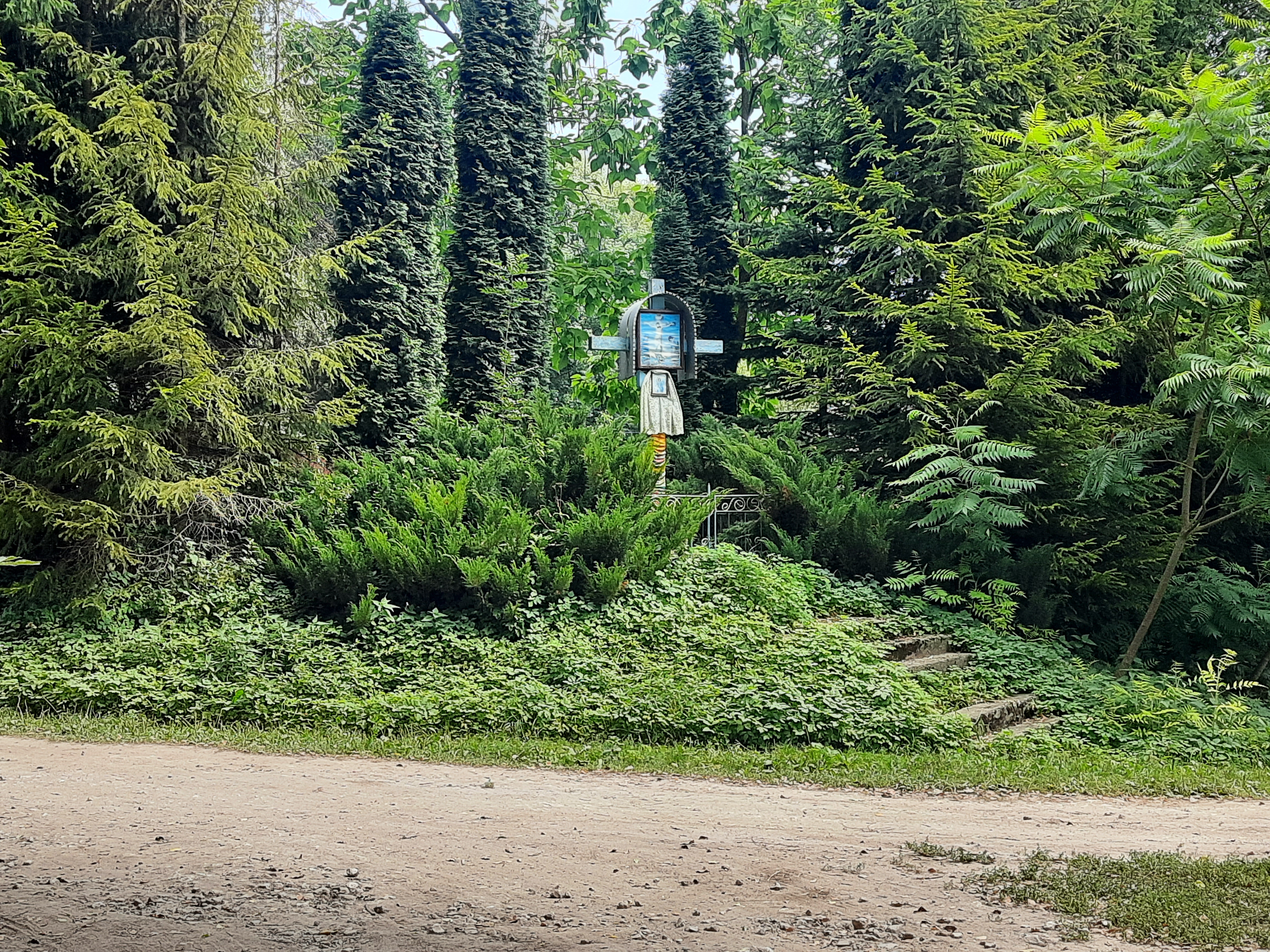
Пам'ятний хрест
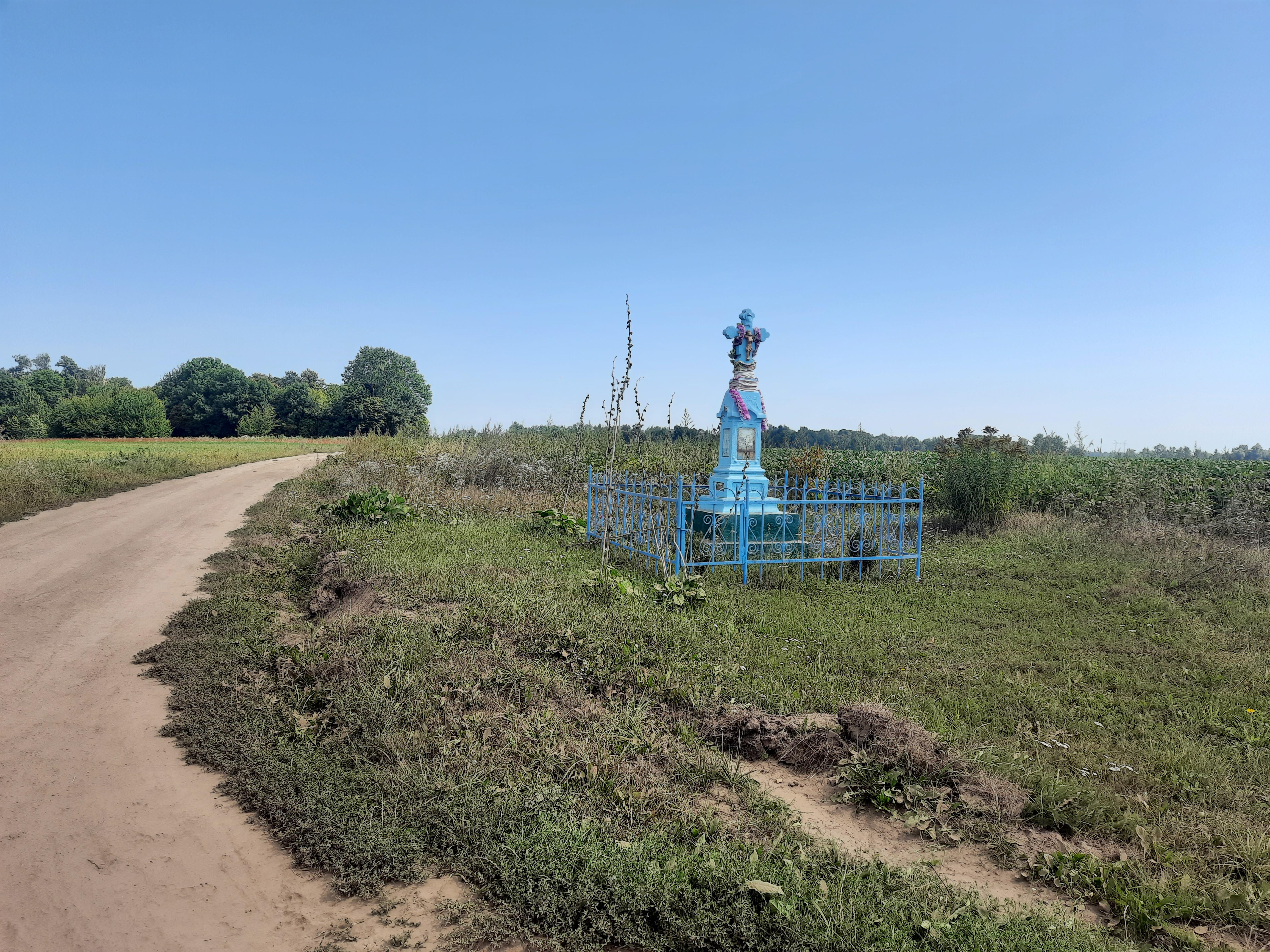
Пам'ятний хрест
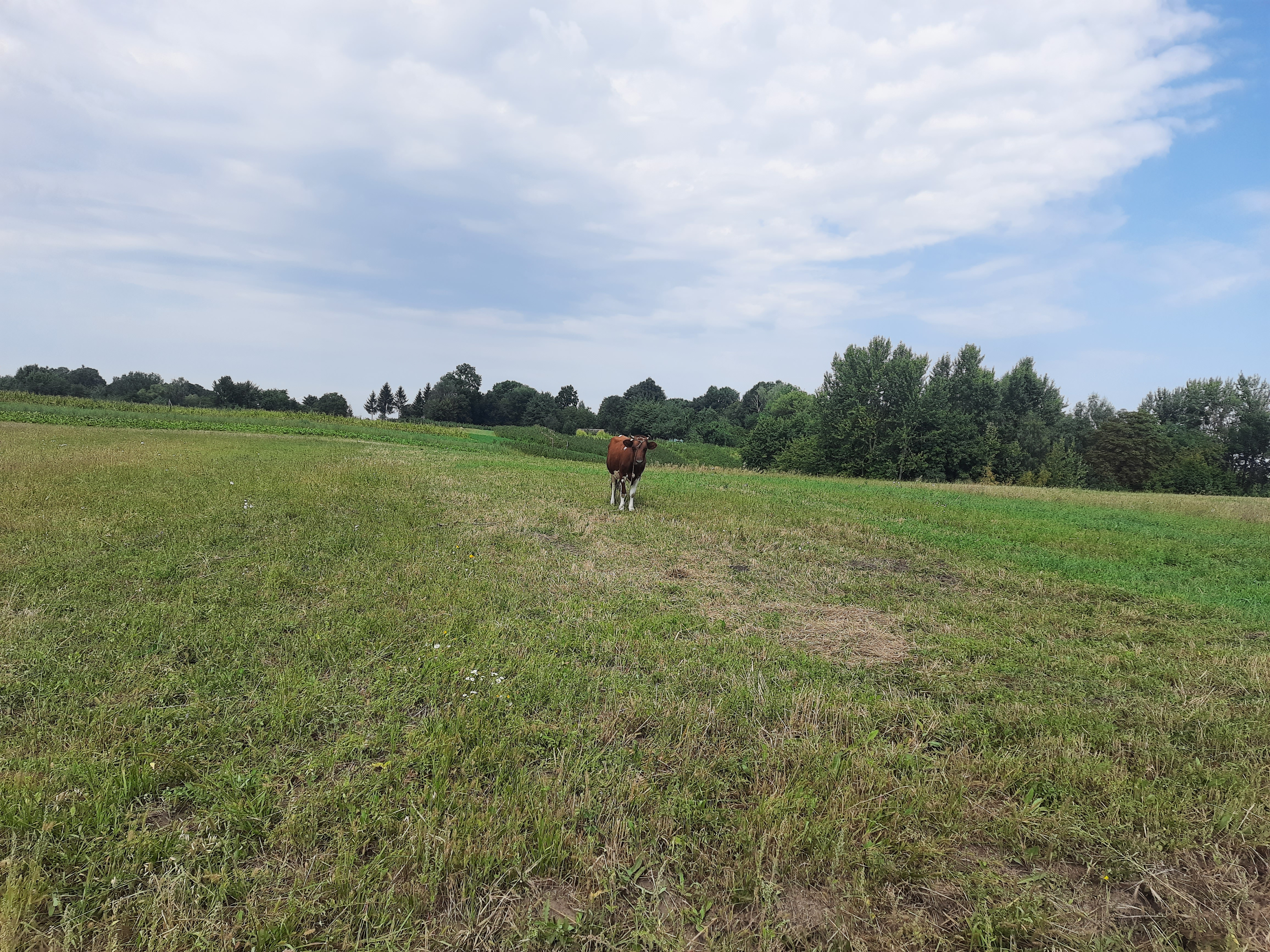
Краєвид біля села